# Sidney Siegel
Sidney Siegel (né Sidney Siegel Parlayed le 8 novembre 1902 à New York et décédé en mai 1969) est un producteur américain de musique latine. Il fonde le label discographique indépendant Seeco Records Inc. à New York, spécialisé en musique latine, et est propriétaire d'autres labels : Bronjo Records, Dawn Records, Seeco Tropical, Tropical, Met Richmond Records et Exito.
Sidney Siegel décède en mai 1969 d’une crise cardiaque quelque temps après avoir cédé son entreprise à David Last en 1969.

## Biographie
Sidney Siegel nait le 8 novembre 1902 à New York.

### Casa Siegel
Le beau-père de Siegel a offert à Sidney un immeuble situé au 1393 de la Cinquième Avenue comme cadeau de mariage. Autrefois l'une des zones les plus toniques du quartier, elle a connu des temps difficiles. Les étages supérieurs de cet immeuble à appartements avaient été condamnés, ne laissant que le premier niveau, ce qui était plus qu'idéal pour démarrer une entreprise : ce rez-de-chaussée était parfait pour une boutique, et Sidney ouvrit la Casa Siegel (la Maison de Siegel) en 1941. Le magasin stocke des meubles à bas prix, ainsi que des bijoux, des radios et des disques. Howard Roseff, le plus jeune cousin de Siegel, travaillait à ses côtés dans le magasin lorsqu'il était enfant, et devient finalement le bras droit de Sidney dans Seeco.
La clientèle de Casa Siegel est principalement portoricaine et revenait souvent acheter de la musique dans la sélection de 78 tours du magasin, qui comprend de la musique des îles, des tangos argentins, de la musique mexicaine, des boléros et des rumbas cubaines.

### Transition vers la production musicale
Le début des années 1940 est une période de bouleversements pour les labels discographiques américains. Tout d'abord, la querelle entre les radiodiffuseurs et les éditeurs de musique déclenche une ruée sur les droits d'édition, des centaines de compositions de musique folk, blues et internationale ayant été rachetées par des maisons américaines. Ensuite, la Fédération américaine des musiciens s'est mise en grève, ce qui entraîne une interdiction d'enregistrement qui a tenu les meilleurs groupes à l'écart des studios pendant plus de deux ans. Lorsque les États-Unis sont entrés dans la Seconde Guerre mondiale en décembre 1941, les industries non essentielles, dont la fabrication de disques, ont pratiquement cessé leurs activités. Howard Roseff se souvient : « Une partie du rationnement était que l'une des composantes de la fabrication de disques, la gomme-laque, était nécessaire pour les munitions ».
En fait, le War Production Board réduit la production de gomme-laque de 70 % en avril 1942 et a suspendu la production de phonographes. La gomme-laque est rationnée et la plupart des labels latins ont dû arrêter la production et ont manqué de stocks. Seigel était parfaitement conscient de la pénurie de musique qui en résultait, mais il notait également que la musique latine qu'il vendait dans son magasin avait un marché insatiable. Lorsque les grandes maisons de disques ont commencé à sortir leurs stars latines des contrats, Seigel les a reprises.
« Toutes ces stars du disque dans le monde espagnol étaient au chômage », se souvient M. Roseff. « Sidney savait qui étaient ces artistes populaires car il vendait leurs disques sur RCA et Decca et Columbia... « Il ne pouvait pas faire fabriquer les disques ici, alors il a eu la brillante idée de les fabriquer au Canada » », se souvient son cousin. Il signe des stars comme le Mexicain Los Panchos, le compositeur cubain Miguel Matamoros, le chanteur Vicentico Valdes, la chanteuse espagnole Lola Flores et Sonora Matancera, « et la chose suivante que l'on sait », dit Roseff, « c'est qu'il a abandonné la bijouterie, le mobilier et les disques. »

### Débuts de Seeco Records
Afin d’éviter la concurrence et les foudres des grosses maisons de disques RCA Victor, Columbia Records et Decca Records en musique latine et jazz, et puisqu’il sait qu'il ne pourra compter que sur lui même pour assurer sa survie et le succès de son entreprise, il décide de transférer sa société au Canada. Seeco commence à enregistrer en 1944. Certaines des premières sessions ont eu lieu avec Pupi Campo et Noro Morales, deux chefs d'orchestre de Barrio spécialisés dans la musique de style Xavier Cugat. Campo en particulier courtise la foule juive, et lorsque la télévision frappe, il est un habitué de l'émission de Jack Paar. Mais dans l'ensemble, Seeco répond d'abord aux goûts des Harlemites espagnols. « Notre marché était Harlem », se souvient M. Roseff, « mais nous avons fait beaucoup de choses avec Porto Rico et Cuba, puis nous nous sommes retrouvés au Guatemala et au Panama. » De telles pratiques étaient courantes pour les grandes maisons de disques, mais pour un Harlem de l'Est indépendant, l'ambition de Siegel était notable.
En raison de la forte demande, et de la grosse productions d’enregistrements,  il crée des sous-labels, tels que Tropical Records et Bronjo Records. La filiale Tropical Label vend au détail ses disque à 99 cents ; ce catalogue comprend également Tito Puente, Pérez Prado, Tito Rodríguez (avec Morales), Charlie Palmieri et Pupi Campo (avec Puente et Joe Loco). Tout au long des années 1940 et 1950 et jusque dans les années 1960, Seeco et sa filiale Tropical, dirigée par Howard Roseff, se sont spécialisés dans une grande variété de musique latine, notamment les tangos, les rancheras mexicaines, le merengue dominicain, le flamenco espagnol, et bien d'autres encore.
Le cousin et bras droit de Siegel, Howard Roseff, était surnommé King of the Compilations par Al Santiago d'Alegre Records. Roseff compose ainsi douze morceaux avec des lyriques de Rafael Hernandez, Agustín Lara ou Ernesto Lecuona enregistrés par différents artistes de Seeco pour un Best of So and So. Il recherche les titres de centaines de 78 tours de Seeco et a en ressorti toutes les chansons sur Mama et prépare ainsi ce qui doit être la première compilation LP pour la fête des Mères. il est également le réalisateur d'une compilation de douze chansons d'amour pour un set de la Saint-Valentin. 
Alors que le latin jazz mijote à New York, les goûts de Siegel se tournent vers le folklorique et il se rend à Cuba tous les mois. Finalement, Seeco s'est taillé une place avec des enregistrements cubains, des boléros du Trio Matamoros au son fougueux du big band de La Sonora Matancera et de sa jeune chanteuse Celia Cruz. Vicentico Valdes, qui a été brièvement le chanteur du groupe de Tito Puente, a fait de Seeco le label latin le plus prospère pendant une décennie. Siegel est connu comme un franc-tireur, disant aux artistes : « On ne gagne pas d'argent avec Seeco... Cependant, je vais vous mettre sur la carte. » Roseff ajoute que « Sidney a permis aux artistes de faire ce qu'ils voulaient faire. Ils choisissaient leur propre répertoire... Nous avons fait des singles au tout début, et vous avez coupé quatre faces à la session. Les artistes eux-mêmes choisissaient les numéros. »
Au début des années 1950, le chanteur et producteur Ruben Morales produit de grands succès pour Seeco avec Johnny Rodriguez (le frère aîné de Tito), Carmen Delia Dipini et Trio Maravilla. Lors de la fête de Noël d'une année qui suit, Siegel a offert à Morales un bonus de quelques dollars : Morales lui a alors dit où il pouvait mettre sa prime et a démissionné sur-le-champ. Cette dynamique permet au label de rester en tête de liste pendant toute l'ère du mambo. En 1953, Variety classe Seeco deuxième derrière le géant RCA sur le marché en plein essor de la musique latine. Toujours en 1953, Seeco a sorti son premier LP latin de douze pouces (33CM), tandis que les LP de 10 pouces (25cm) 78 tours de dix pouces sont restés un produit de base du marché latin jusque dans les années 1960.

### Déclin de Seeco Records
Mais Seeco n'arrive pas à suivre le rythme du son latin new-yorkais créé par Tico et d'autres concurrents, et perd Celia Cruz et Vicentico Valdez en 1965. À la même époque, Seigel est cité dans une série de procès liés aux droits d'auteur. Selon Roseff, « Payer des royalties à l'époque n'était pas très important pour les gens qui ne s'intéressaient qu'à la réalisation du projet... Sans vouloir salir Sidney, mais c'était un homme d'affaires et vous essayez de vous en sortir avec tout ce que vous pouvez, et quand vous vous faites prendre, vous payez. » Siegel a vendu l'entreprise à la fin des années 1960, peu de temps avant de subir une crise cardiaque mortelle.
L'exemple de Seeco inspire d'autres personnes à l'âge d'or des maisons de disques latines indépendantes. Alegre, Verne, Mardi Gras, Tico, Ansonia, SMC et Fania ne sont que quelques-uns des acteurs du commerce latin qui se sont inspirés de cet entrepreneur fringant.

### Période post-Seeco
Seeco est vendu à David Last et son épouse Bea, un ancien batteur de big band, situé à Boca Raton, en Floride. Le Catalogue est actuellement loué à PolyGram aux États-Unis.
Howard Roseff reste encore quelques années chez Seeco Records avant de rejoindre en 1979, Lee Myles Associates Inc., une entreprise new-yorkaise de conception et d'impression de pochettes de disques, de jaquettes d’albums. Elle est créée le 8 juin 1953 sous le nom de ADGAM Corp, mais change de nom en 1955 pour devenir Lee-Myles Associates, Inc. Elle est dissoute en 1994.
Dans les années 1990, Roseff devient le représentant à Atlantic City de Disc Makers, un fabricant de disques, de cassettes et de CD basé à Philadelphie.